# Ляпин, Александр Юрьевич
Алекса́ндр Ю́рьевич Ля́пин (род. 12 августа 1985, Москва, РСФСР, СССР) — российский актёр, известный по роли интерна Алексея Денисовича Мальцева в сериале «Интерны».

## Биография
Александр Ляпин родился 12 августа 1985 года в Москве. Спустя некоторое время переехал в Ригу, где провёл своё детство.
С 1999 по 2002 годы был актёром Рижского театра для детей и молодежи «Реверанс». Окончив школу, перебрался из Латвии в Москву. Здесь он поступил на актёрский факультет ВГИК, который окончил в 2007 году.
В том же году дебютировал в драме Карена Шахназарова «Исчезнувшая империя». После выхода фильма Александр был удостоен премии «За лучший дебют» на фестивале «Созвездие». В 2009 году Александр Ляпин сыграл главную роль в военной мелодраме режиссёра Алексея Козлова «Лейтенант Суворов». С 2010 по 2011 годы снялся сразу в пяти фильмах. Наибольшую известность актёр получил за роль интерна Мальцева из Торжка в сериале «Интерны».

## Фильмография
- 2023 — Родные люди (новелла «Москва. Вальсы») — Ваня
- 2021 — Готовы на всё — коллектор
- 2020 — Кухня. Война за отель-2 — Анатолий, повар
- 2019 — Туристическая полиция-2 — Гоша
- 2019 — Тень за спиной — Михаил Воробьёв, оперуполномоченный
- 2019 — Кухня. Война за отель — Анатолий, повар
- 2018 — Туристическая полиция — Гоша
- 2018 — О чем говорят мужчины. Продолжение — Владимир, водитель Сергея Леонидовича
- 2017 — Одноклассницы: Новый поворот — Толян
- 2016 — Суперплохие — Дима
- 2015 — Фарца — Петрухин
- 2014 — Французская кулинария — Макс
- 2014 — Ёлки 1914 — поэт
- 2013—2015 — Интерны — Алексей Денисович Мальцев, интерн
- 2013 — Розыск-2 — Гиббон
- 2013 — Ангел или демон — коллега Кристины
- 2012—2013 — Анечка — Валёк
- 2012 — Одесса-мама — курсант Макаренко
- 2012 — Обратная сторона луны — Степан Дубченко
- 2012 — Любовь в СССР — Сергей Нарбеков, студент
- 2011 — Москва. Три вокзала — Роман Ткачёв
- 2010 — Тридцать седьмой роман — юноша на мосту
- 2010 — Сыщик Самоваров — Валерьян (нет в титрах)
- 2010 — Побег — Василий Шубин, охранник
- 2009 — Правда скрывает ложь — Пётр (нет в титрах)
- 2009 — Лейтенант Суворов — Александр Васильевич Суворов, лейтенант Красной Армии
- 2009 — Айлавью — Сашка
- 2008 — Исчезнувшая империя — Сергей Нарбеков
- 2007 — Жёлтый дракон — приятель Кефира

## Факты
Болеет за московский «Спартак».

## Нападение
27 июня 2016 года в центре Москвы семеро неизвестных совершили нападение на актёра. Драка произошла возле ночного клуба на Грузинском валу, где актёр был вместе со своей подругой Полиной Левашкевич. Правонарушители избили актёра и после этого скрылись. В результате нападения Ляпин получил сотрясение мозга.